# Yan Zibei
Det här är en artikel om en person med kinesiskt personnamn; Yan är familjenamnet.
Yan Zibei (kinesiska: 阎子贝), född 12 oktober 1995, är en kinesisk simmare.

## Karriär
Yan tävlade för Kina vid olympiska sommarspelen 2016 i Rio de Janeiro, där han blev utslagen i försöksheatet på 100 meter bröstsim. Vid asiatiska spelen 2018 i Jakarta tog Yan silver på både 50 och 100 meter bröstsim samt var en del av Kinas kapplag som tog guld på både 4×100 meter medley och 4×100 meter mixed medley.
Vid olympiska sommarspelen 2020 i Tokyo tävlade Yan i tre grenar. Individuellt tog han sig till final och slutade på 6:e plats på 100 meter bröstsim. Yan var även en del av Kinas lag som tog silver på 4×100 meter mixed medley samt som slutade på 8:e plats på 4×100 meter medley.
Vid asiatiska spelen 2022 i Hangzhou, som arrangerades 2023, tog Yan silver på 100 meter bröstsim. Han erhöll även två guld efter att ha simmat försöksheatet på både 4×100 meter medley och 4×100 meter mixed medley.